# Zygodon oeneus
Zygodon oeneus är en bladmossart som beskrevs av Theodor Carl Karl Julius Herzog 1916. Zygodon oeneus ingår i släktet ärgmossor, och familjen Orthotrichaceae. Inga underarter finns listade i Catalogue of Life.